# التحالف للتغيير الحقيقي
التحالف للتغيير الحقيقي هو حزب سياسي كيني تأسس في عام 2010 ولكن تم تسجيله في عام 2012،  من قبل محمد عبدوبا ديدا، وهو مرشح في الانتخابات الرئاسية الكينية في مارس 2013.